# ニンバス・ローマンNo.9 L

ニンバス・ローマンNo.9 L英: Nimbus Roman No.9 Lは同スタジオが1987年に発表したセリフ系の字体で、その後1996年よりGPLならびにAFPL（Ghostscript対応のPostScriptフォント）としてリリースされ、2009年からはLPPLの扱いに変わった。
ニンバス・ローマン 英: Nimbus Romanはセリフ系の字体で1982年にURW Studioから発表された。
字体の重さは標準、太字、斜体と太字斜体があり、URW++（英語）から発表されたライセンスフリーの書体のひとつである。
字形がまったくそっくりということはないものの、ニンバス・ローマンNo. 9 Lとタイムズ・ニュー・ローマンならびにタイムズ・ローマンとは、メトリクスがほぼ共通である。またGhostscriptフォントという35種の基本的なPostScriptフォントの代替フォントに含まれる（タイムズ系もこの配下にある）。
Linuxの配布物の多くに、標準の字体として同梱される。